# Parama Sivudu (película)
Parama Sivudu es una película dramática de venganza en idioma telugu de la India, lanzada en 1991 y dirigida por G. Anil Kumar. La película cuenta con un elenco principal que incluye a Krishna Ghattamaneni, Radha, Rami Reddy, Archana, Ramya Krishna y Giribabu. Además, el actor Ramesh Aravind interpretó un breve papel como Raja en la película. La banda sonora de la película fue compuesta por Raj-Koti.

## Trama
Se narra la historia de Sivayya, un joven huérfano que es amado por todos en su pueblo, Kotipalli. Encuentra un amigo en un médico del gobierno que se muda al pueblo, y esta amistad se convierte en un lazo fraternal. Sivayya se casa con Gowri y juntos llevan una vida feliz. Sin embargo, la paz se ve interrumpida por la malvada presencia de Buchalu, un propietario cruel.
La trama se complica cuando Buchalu asesina a un oficial bancario por oponerse a él y luego intenta atacar a un oficial superior que busca exponer su verdadera naturaleza. El médico, al salvar al oficial, descubre la verdad detrás de Buchalu y sus cómplices, Papa Rao y Dattulu. El médico presenta una queja contra ellos, pero en represalia, sufren una tragedia devastadora: violan y asesinan a Gowri, la esposa de Sivayya, y culpan a Sivayya, quien termina en prisión.
Años después, Sivayya regresa con la determinación de vengarse de aquellos que le arrebataron a su esposa y lo acusaron falsamente. Sin embargo, se enfrenta a un nuevo desafío al tener que ganarse la confianza y el perdón de su hija, Sita, quien lo culpa por la muerte de su madre. La trama se desarrolla en torno a cómo Sivayya trabaja para unir a su familia nuevamente y enfrenta a sus enemigos. Al final, logra encontrar una solución para que Sita comprenda la verdad y coopere con él en su búsqueda de venganza. La película culmina en la justa y emocionalmente cargada eliminación de los enemigos de Sivayya, lo que le permite finalmente encontrar la paz y la justicia que había estado buscando.

## Elenco
- Krishna como Sivayya
- Radha como Gowri
- Rami Reddy como Buchalu
- Ramya Krishnan como Sita
- Archana como Doctor
- Ramesh Aravind como Raja

## Lanzamiento
La película "Parama Sivudu" fue lanzada el 11 de enero, coincidiendo con el festival de Sankranti. Sin embargo, a pesar de su estreno durante ese tiempo, la película no tuvo éxito en taquilla. En Hyderabad, tuvo una duración de 28 días en proyección, mientras que en Vizag, la película se mantuvo en cines durante 12 días antes de ser retirada de la pantalla.